# Руммель, Витольд Владиславович
Вито́льд Владисла́вович Ру́ммель (1855—1902) — русский генеалог.

## Биография
Витольд Руммель родился в 1855 году; происходил из дворянского рода Руммелей.
Заведуя архивом департамента герольдии, собрал богатейшие генеалогические материалы. В 1886—1887 издал совместно с В. В. Голубцовым два тома «Родословного сборника русских дворянских фамилий». Он также стал автором значительного числа статей о дворянских родах Российской империи в «Энциклопедическом словаре Брокгауза и Ефрона».
В. В. Руммель 2 (14) февраля 1894 года в петербургском храме Рождества Христова на Песках обвенчался с «С.Петербургской губернии, Гдовского уезда, Середкинской волости, деревни Федова крестьянской девицей Марией Петровой».
Витольд Владиславович Руммель умер в 1902 году и был похоронен в Петербурге на Никольском кладбище Александро-Невской лавры.

## Источник
- Руммель, Витольд Владиславович // Энциклопедический словарь Брокгауза и Ефрона : в 86 т. (82 т. и 4 доп.). — СПб., 1890—1907.